# Anolis vermiculatus
Anolis vermiculatus es una especie de lagartija que vive en la región occidental de Cuba en el Caribe.

## Descripción
Es un animal bastante grande, de hasta 35 cm de largo lo que lo hace uno de los Anolis más grandes. Tiene la cabeza más o menos larga pero menos puntiaguda que otros anolinos; tiene una coloración carmelita oscuro o marrón. Está salpicado con manchas amarillentas y grises como también de colores similares al ocre y al rojo bermellón. Tiene patas muy largas y una piel bastante escamosa.

## Hábitat acuático
Este lagarto tiene una vida casi acuática, vive cerca de los ríos o en los mismos. Tan adaptado está al ecosistema que puede con gracia y agilidad caminar tanto sobre el agua como por tierra para escapar de sus depredadores. Por esta causa también se le llama lagarto caimán o lagarto de agua.